# Yukgaejang
El Yukgaejang es un plato coreano picante parecido a una sopa elaborado a partir de ternera en tiras con cebolleta y otros ingredientes, que se cuecen a fuego lento durante mucho tiempo. Es una variedad de gomguk o sopa espesa, que se servía anteriormente en la cocina de la corte real coreana. Se cree que resulta saludable y es popular debido a su naturaleza caliente y picante.
Además de ternera en tiras, cebolleta y agua, el plato también incluye generalmente brotes de judía, gosari (helecho), cebolla cortada, guindilla molida, ajo, salsa de soja, aceite (de sésamo o vegetal), pimienta negra, sal y azúcar. También puede usarse aceite de guindilla. El yukgaejang suele servirse con un cuenco de arroz y kimchi.
El plato puede elaborarse alternativamente con pollo en lugar de ternera, en cuyo caso se llama dak yukgaejang.